# حساب المعاملات

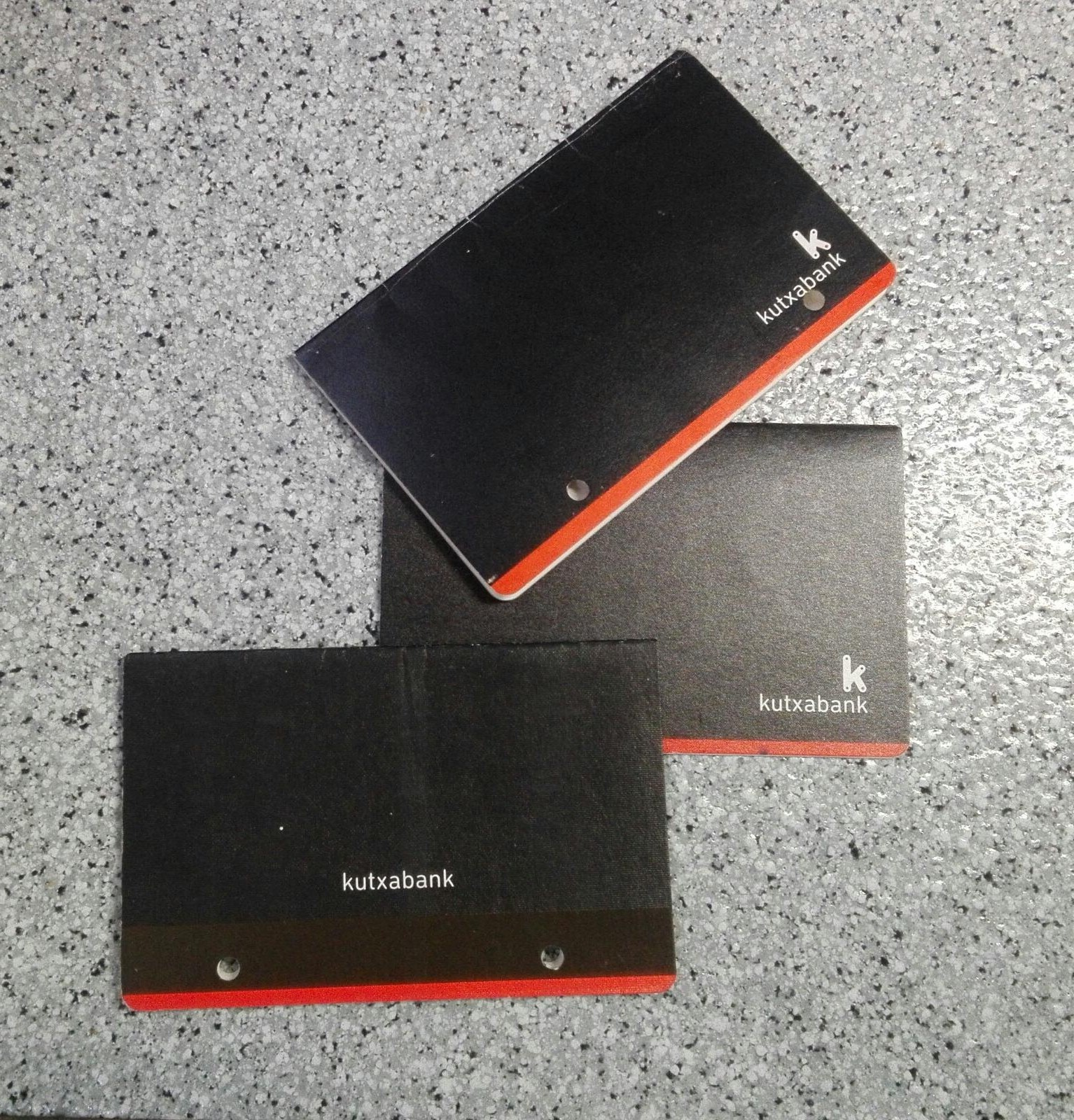

حساب المعاملات (بالإنجليزية: Transaction account) هو حساب ودائع في البنوك أو في أي مؤسسات مالية أخرى، وهي تتوفر لصاحب الحساب "عند الطلب"، ومن الناحية الاقتصادية تُعتبر الأموال المودعة في حساب المعاملات هي أموال سائلة. ويمكن لصاحب الحساب الحصول على أمواله إما عن الطريق السحب النقدي أو التحويل الإلكتروني.حساب المعاملات، الذي يُطلق عليه أيضاً حساب جاري/مصرفي، أو حساب الشيكات، أو الحساب الجاري، أو حساب وديعة تحت الطلب، أو حساب السهم الاحتياطي في الاتحادات الائتمانية، هو حساب إيداع موجود في بنك أو مؤسسة مالية أخرى. متاح لمالك الحساب «عند الطلب» وهو متاح للوصول المتكرر والفوري من قبل صاحب الحساب أو للآخرين حسب ما يوجهه مالك الحساب. قد يكون الوصول بعدة طرق، مثل السحب النقدي، استخدام بطاقات السحب الآلي/بطاقات الخصم، الشيكات (الشيكات) والتحويل الإلكتروني. من الناحية الاقتصادية، تُعتبر الأموال المحتفَظ بها في حساب العمليات التجارية أموالاً سائلة. من الناحية المحاسبية، فإنها تعتبر نقداً.
تُعرف حسابات المعاملات بمجموعة متنوعة من الأوصاف، بما في ذلك الحساب الجاري (الإنجليزية البريطانية)، أو حساب الشيكات أو الحساب المصرفي عندما يكون في بنك، أو حساب السهم الاحتياطي عندما يكون في اتحاد ائتماني في أمريكا الشمالية. في المملكة المتحدة وهونغ كونغ والهند وعدد من البلدان الأخرى، يطلق عليها عادة الحسابات الجارية أو الشيكات. نظراً لأن الأموال متوفرة عند الطلب، فإنها تُعرف أيضاً باسم حسابات تحت الطلب أو حسابات وديعة تحت الطلب. في الولايات المتحدة، تعمل حسابات NOW كحسابات للمعاملات.
تُشغَّل حسابات المعاملات من قبل كل من الشركات والمستخدمين الشخصيين. اعتماداً على البلد واقتصادات الطلب المحلي يختلف العائد من أسعار الفائدة. مرة أخرى حسب البلد، يجوز للمؤسسة المالية التي تحتفظ بالحساب أن تتقاضى رسوم صيانة أو رسوم معاملات من صاحب الحساب أو تقدم الخدمة مجاناً لصاحب الحساب ولا تتقاضى رسوماً إلا إذا كان المالك يستخدم خدمة إضافية مثل السحب على المكشوف.

## التاريخ
في هولندا في بداية القرن السادس عشر، كانت أمستردام مدينة التجارة والشحن الكبرى. بدأ الأشخاص الذين حصلوا على نقود تراكمية كبيرة في إيداع أموالهم لدى أمناء الصناديق لحماية ثرواتهم. يحتفظ أمناء الصناديق بالمال مقابل رسوم. دفعت المنافسة أمناء الصناديق إلى تقديم خدمات إضافية، بما في ذلك دفع الأموال لأي شخص يحمل أمراً مكتوباً من المودع للقيام بذلك. واحتفظوا بأمر الدفع كدليل على الدفع.
امتد هذا المفهوم إلى بلدان أخرى، بما في ذلك إنجلترا ومستعمراتها في أمريكا الشمالية، إذ رهن ملاك الأراضي في بوسطن في عام 1681 أراضيهم لأمناء الصناديق الذين قدموا حساباً يُمكِّنهم من كتابة الشيكات مقابله.
في القرن الثامن عشر في إنجلترا، ظهرت الشيكات المطبوعة مسبقاً والأرقام التسلسلية وكلمة «الشيك». بحلول أواخر القرن الثامن عشر، أدت صعوبة مقاصة الشيكات (إرسالها من بنك إلى آخر لتحصيلها) إلى تطوير مراكز المقاصة.

## الميزات والوصول
تقدم جميع حسابات المعاملات قوائم مفصلة بجميع المعاملات المالية، إما من خلال كشف حساب بنكي أو دفتر حساب مصرفي. يتيح حساب المعاملة لصاحب الحساب إجراء أو استلام المدفوعات عن طريق:
- بطاقات الصراف الآلي (السحب النقدي في أي آلة صراف آلي)
- بطاقة خصم/السحب الآلي (الدفع المباشر غير النقدي في متجر أو عند تاجر)
- النقد (إيداع وسحب العملات المعدنية والأوراق النقدية في فرع)
- الشيكات والحوالات المالية البريدية (أوامر ورقية للدفع)
- الخصم المباشر (خصم مصرّح به مسبقاً)
- أمر دفع دائم (تحويلات الأموال العادية التلقائية)
- التحويل الإلكتروني للأموال (تحويل الأموال إلكترونياً إلى حساب آخر)
- التعامل المصرفي من خلال الإنترنت (تحويل الأموال مباشرة إلى شخص آخر عبر تسهيلات الخدمات المصرفية عبر الإنترنت)

قد تسمح البنوك التي تقدم حسابات معاملات للحساب بالدخول في السحب على المكشوف إذا رُتِّب ذلك مسبقاً. إذا كان حساب له رصيد سالب تُقترض الأموال من البنك ويجري تقاضي رسوم الفائدة والسحب على المكشوف كالعادة.

## الاختلافات الخاصة بكل بلد
في المملكة المتحدة وغيرها من البلدان ذات التراث المصرفي في المملكة المتحدة، تُعرف حسابات المعاملات بالحسابات الجارية. توفر هذه طرق دفع مرنة متعددة للسماح للعملاء بتوزيع الأموال مباشرةً. أحد الاختلافات الرئيسية بين الحساب الجاري في المملكة المتحدة وحساب الشيكات الأمريكي هو أنها تكسب فائدة كبيرة، تماثل في بعض الأحيان لحساب التوفير، وعموماً لا يوجد أي رسوم على عمليات السحب عند أجهزة الصراف (أجهزة الصراف الآلي)، باستثناء الرسوم التي يدفعها مالكو الطرف الثالث من هذه الآلات.

### أنظمة التحويل
بعض طرق الدفع خاصة بكل بلد:
- جيرو (تحويل الأموال، الإيداع المباشر في الدول الأوروبية)
- في المملكة المتحدة، تقدم خدمة المدفوعات السريعة خدمة النقل الفوري، وتقدم باكس BACS شيكات بريدية جيرو التي تسحب بغضون أيام بينماCHAPS  تقدمها بنفس اليوم.
- في كندا توجد خدمة التحويل الإلكتروني Interac
- في الهند، تتوفر خدمات إن إي إف تي وآر تي جي إس لتقاضي الأموال في يوم واحد.

## إمكانية الوصول

### فروع الوصول
قد يحتاج العملاء للحضور إلى فرع بنك لإجراء مجموعة واسعة من المعاملات المصرفية بما في ذلك السحب النقدي والاستشارات المالية. ربما هناك قيود على السحوبات النقدية، حتى في فرع. على سبيل المثال، قد تتطلب عمليات السحب النقدية التي تزيد عن رقم الحد الأدنى إشعاراً.
يمكن الآن إجراء العديد من المعاملات التي كان يمكن إجراؤها في السابق فقط في أحد الفروع بطرق أخرى، مثل استخدام أجهزة الصراف الآلي والخدمات المصرفية عبر الإنترنت والهاتف المحمول.

### الشيكات
كانت الشيكات الطريقة التقليدية لإجراء عمليات السحب من حساب المعاملات.

### أجهزة الصراف الآلي
تتيح أجهزة الصراف الآلي (إيه تي إمز) لعملاء مؤسسة مالية أداء المعاملات المالية دون الحضور لفرع. يتيح ذلك، على سبيل المثال، سحب النقود من حساب خارج ساعات التداول العادية للفرع. ومع ذلك، فإن أجهزة الصراف الآلي عادة ما يكون لها حدود منخفضة للغاية للسحب النقدي، وقد تكون هناك حدود يومية لعمليات السحب النقدي بخلاف الفروع.

### الخدمات المصرفية عبر الهاتف المحمول
مع إدخال الخدمات المصرفية عبر الهاتف المحمول، يُجري العميل المعاملات المصرفية والمدفوعات، لعرض الأرصدة والبيانات، والعديد من التسهيلات الأخرى باستخدام هواتفهم المحمولة. في المملكة المتحدة، أصبحت هذه هي الطريقة الرائدة التي يدير بها الأشخاص أموالهم، إذ تجاوزت الخدمات المصرفية عبر الهاتف المحمول الخدمات المصرفية عبر الإنترنت باعتبارها الطريقة الأكثر شيوعاً للبنوك.

### الخدمات المصرفية عبر الإنترنت
تُمكِّن الخدمات المصرفية عبر الإنترنت العميل من أداء المعاملات المصرفية والمدفوعات، عرض الأرصدة والبيانات، وتسهيلات أخرى مختلفة. قد يكون ذلك مناسباً خاصة عندما يكون البنك مغلقاً ويتيح تنفيذ المعاملات المصرفية من أي مكان يتوفر فيه الوصول إلى الإنترنت. تتجنب الخدمات المصرفية عبر الإنترنت الوقت الذي تقضيه في السفر إلى فرع والوقوف في طوابير هناك. مع ذلك، عادة ما تكون هناك قيود على قيمة الأموال التي يمكن تحويلها إلكترونياً في أي يوم، ما يجعل من الضروري استخدام شيك لإجراء هذه التحويلات عند بلوغ تلك الحدود.

### الخدمات المصرفية عبر الهاتف
توفر الخدمات المصرفية عبر الهاتف الوصول إلى المعاملات المصرفية عبر الهاتف. في كثير من الحالات، تكون مواعيد فتح الخدمات المصرفية عبر الهاتف أطول بكثير من أوقات الفروع.

### الخدمات المصرفية عبر البريد الإلكتروني
قد تسمح مؤسسة مالية لعملائها بإيداع الشيكات في حساباتهم عن طريق البريد الالكتروني. يمكن استخدام الخدمات المصرفية عبر البريد الإلكتروني من قبل عملاء البنوك الافتراضية (إذ قد لا يقدمون فروعاً أو أجهزة صراف آلي تقبل الودائع) والعملاء الذين يعيشون في منطقة بعيدة عن الفرع.

### المتاجر والتجار الذين يوفرون الوصول عن طريق بطاقة الخصم/البطاقة المصرفية
على معظم المتاجر والتجار الآن قبول الوصول عن طريق بطاقة الخصم المباشر لشراء السلع إذا كانوا يرغبون في مواصلة العمل، خاصة وأن بعض الأشخاص يستخدمون الآن وسائل الشراء الإلكترونية فقط. في المملكة المتحدة، يُقال الآن أن شخصاً واحداً من كل سبعة أشخاص لم يعد يحمل أو يستخدم النقد.

## التكاليف
أي تكلفة أو رسوم تتقاضاها المؤسسة المالية التي تحتفظ بالحساب، سواء كان ذلك كرسوم صيانة شهرية واحدة أو لكل معاملة مالية، تعتمد على مجموعة متنوعة من العوامل، بما في ذلك لوائح البلاد وأسعار الفائدة الإجمالية للإقراض والادخار، وكذلك حجم المؤسسة المالية وعدد قنوات الوصول المقدمة. هذا هو السبب في أن البنك المباشر يمكنه أن يقدم خدمات مصرفية منخفضة التكلفة أو مجانية، وكذلك السبب في بعض البلدان، لا توجد رسوم للمعاملات ولكن معدلات الإقراض المرتفعة للغاية هي المتبعة. هذا هو الحال في المملكة المتحدة، إذ كان لديهم خدمات مصرفية مجانية منذ عام 1984 عندما قام بنك ميدلاند في ذلك الوقت، في محاولة للاستيلاء على حصتها في السوق، بإلغاء رسوم الحساب الجاري. لقد كان ناجحاً جداً لدرجة أنه لم يكن لدى جميع البنوك الأخرى خيار سوى تقديم نفس الشيء أو الاستمرار في خسارة العملاء. يُحمَّل أصحاب الحسابات المصرفية المجانية رسومًا فقط إذا استخدموا خدمة إضافية مثل السحب على المكشوف.
قد تُفرض رسوم على المعاملات المالية إما لكل عنصر أو بسعر ثابت يغطي عدداً معيناً من المعاملات. في كثير من الأحيان، لا يدفع الشباب أو الطلاب أو كبار السن أو العملاء ذوو القيمة العالية رسوم المعاملات المالية الأساسية. يقدم البعض معاملات مجانية للحفاظ على متوسط رصيد مرتفع للغاية في حساباتهم. تنطبق رسوم الخدمات الأخرى على السحب على المكشوف، والأموال غير الكافية، واستخدام شبكة ما بين البنوك الخارجية، وما إلى ذلك. في البلدان التي لا توجد فيها رسوم خدمة مقابل رسوم المعاملات، توجد، من ناحية أخرى، رسوم خدمة متكررة أخرى مثل الرسوم السنوية لبطاقة الخصم.

## الفائدة
بخلاف حسابات الادخار، والتي يكون السبب الرئيسي لإيداع الأموال هو توليد الفائدة، فإن الوظيفة الرئيسية لحساب المعاملات هي المعاملات. لذلك، فإن معظم مقدمي الخدمات لا يدفعون أي فائدة أو يدفعون مستوى منخفض من الفائدة على الأرصدة الائتمانية.
في السابق، في الولايات المتحدة، حظرت اللائحة التنظيمية كيو (12 سي إف آر 217) والقوانين المصرفية لعامي 1933 و1935 (12 يو إس سي 371 أ) العضو في نظام الاحتياطي الفيدرالي من دفع الفائدة على حسابات الوديعة تحت الطلب. تاريخياً، كان يجري تجنب هذا التقييد في كثير من الأحيان إما عن طريق إنشاء نوع حساب مثل أمر قابل للتفاوض من حساب السحب (حساب ناو NOW)، والذي لا يمثل من الناحية القانونية حساب الوديعة تحت الطلب أو عن طريق تقديم خدمة الدفع مقابل الفائدة من خلال بنك ليس عضواً في نظام الاحتياطي الفيدرالي. ومع ذلك، فإن قانون دودّ فرانك وول ستريت للإصلاح وحماية المستهلك، الذي أقره الكونغرس ووقعه الرئيس أوباما وأصبح قانوناً في 21 يوليو 2010، ألغى التشريعات التي تحظر حسابات الوديعة تحت الطلب التي تحمل فوائد، وألغى فعلياً اللائحة التنظيمية كيو (بّي يو بي. إل. 111-203، الفقرة 627). أصبح الإلغاء ساري المفعول في 21 يوليو 2011. ومنذ ذلك التاريخ، سُمح للمؤسسات المالية، ولكن ليس مطلوباً منها، بتقديم حسابات ودائع تحت الطلب ذات فائدة.
في المملكة المتحدة، تقدم بعض البنوك عبر الإنترنت أسعاراً أعلى لدرجة أن العديد من حسابات التوفير، إلى جانب الخدمات المصرفية المجانية (لا توجِد رسومًا على المعاملات) إذ تميل المؤسسات التي تقدم خدمات مركزية (الهاتف أو الإنترنت أو البريد) إلى دفع مستويات أعلى من الفائدة. وينطبق الشيء نفسه على البنوك داخل منطقة عملات اليورو.

### حسابات ذات العائد المرتفع
تدفع الحسابات ذات العائد المرتفع معدل فائدة أعلى من حسابات ناو النموذجية وكثيراً ما تعمل كقادة للخسارة لدفع العلاقات المصرفية.

## الإقراض
يمكن للحسابات إقراض المال بطريقتين: السحب على المكشوف وتعويض الرهن العقاري.

### السحب على المكشوف
يحدث السحب على المكشوف عندما تتجاوز السحوبات من الحساب المصرفي الرصيد المتاح. هذا يمنح الحساب رصيداً سالباً ويعني في الواقع أن مزود الحساب يوفر الائتمان. إذا كان هناك اتفاق مسبق مع مزود الحساب للحصول على تسهيلات السحب على المكشوف، وكان المبلغ المسحوب ضمن هذا السحب على المكشوف المصرح به، فتُحتسَب الفائدة عادةً بالسعر المتفق عليه. إذا تجاوز الرصيد التسهيلات المتفق عليها، فقد تُفرض رسوم وتطبيق معدل فائدة أعلى.
في أمريكا الشمالية، تُعد حماية السحب على المكشوف ميزة اختيارية لحساب الشيكات. يجوز لصاحب الحساب تقديم طلب للحصول على حساب دائم، أو يجوز للمؤسسة المالية، حسب تقديرها، تقديم السحب على المكشوف المؤقت على أساس مخصص.
في المملكة المتحدة، تقدم جميع الحسابات الجارية فعلياً تسهيلات السحب على المكشوف المتفق عليها مسبقاً والتي يعتمد حجمها على القدرة على تحمل التكاليف وتاريخ الائتمان. يمكن استخدام تسهيل السحب على المكشوف هذا في أي وقت دون استشارة البنك ويمكن الاحتفاظ به إلى أجل غير مسمى (يخضع لمراجعات مخصصة). على الرغم من أنه قد يُصرَّح لتسهيلات السحب على المكشوف، فمن الناحية الفنية تُسدَّد الأموال بناءً على طلب البنك. في الواقع، هذا أمر نادر الحدوث لأن السحب على المكشوف مربح للبنك ومكلف بالنسبة للعميل.

### تقارير المستهلك
في الولايات المتحدة، تتعقب بعض وكالات تقارير المستهلكين مثل تشكس سيستمز وخدمات الإنذار المبكر وتيلي تشك كيفية إدارة الأشخاص لحساباتهم المصرفية. تستخدم البنوك الوكالات لفحص المتقدمين لفتح حساب. أولئك الذين لديهم نقاط خصم منخفضة يُحرمون من التحقق من الحسابات لأن البنك لا يمكنه تحمل حساب مكشوف.

### تعويض الرهن العقاري
تعويض الرهن العقاري هو نوع من أنواع الرهن الشائعة في المملكة المتحدة المستخدمة في شراء الممتلكات المحلية. المبدأ الرئيسي هو الحد من الفوائد التي يتقاضاها «تعويض» رصيد الائتمان مقابل ديون الرهن العقاري. يمكن تحقيق ذلك من خلال إحدى الطريقتين التاليتين: إما أن يقدم المقرضون حساباً واحداً لجميع المعاملات (يشار إليها غالباً باسم رهن الحساب الجاري) أو أنها تجعل الحسابات المتعددة متاحة، ما يتيح للمقترض تقسيم الأموال بشكل تصوري وفقًا للغرض، في حين أن جميع الحسابات تُعوَّض كل يوم مقابل دين الرهن العقاري.